# Листов, Виктор Семёнович
Виктор Семёнович Листов (при рождении Лискер; 23 июля 1937, Москва — 2 декабря 2020, Москва) — советский и российский историк, киновед, пушкинист. Кандидат исторических наук (1968). Доктор искусствоведения (1990).

## Биография
Родился 23 июля 1937 года в Москве в семье студента Литературного института Семёна Давыдовича Листова. В 1961 году окончил Московский государственный историко-архивный институт.
В 1962—1963 годах работал в редакции газеты «Целинный край» в Целинограде. Награждён медалью «За освоение целинных земель».
В 1967 году окончил аспирантуру Московского государственного историко-архивного института. В 1968 году защитил диссертацию на соискание учёной степени кандидата исторических наук по теме «Советское документальное кино 1917—1919 гг. как источник для исторического исследования: от Октября до национализации кинематографа».
В 1964—1972 годах работал в редакции газеты «Известия». В 1974—2005 годах — старший, а затем ведущий научный сотрудник Научно-исследовательского института киноискусства.
В 1989 году защитил диссертацию на соискание учёной степени доктора искусствоведения по теме «В. И. Ленин и кинематография, 1895—1924». В 2005—2020 годах — научный сотрудник Нового института культурологии.
Автор многочисленных монографий и научных статей по теории и истории экранных искусств, отечественной истории. Публиковался в журналах «Наука и жизнь», «Искусство кино», «Советский экран». Был членом редколлегии журнала «Киноведческие записки». Автор и соавтор сценариев документальных фильмов «Власть Соловецкая» (совм. с Дмитрием Чуковским, 1988), «Реформа на крови» (1992), «После Столыпина» (совм. с Виктором Лисаковичем, 1995), «Государь Алексей Михайлович» (1999) и других. Автор и ведущий цикла передач «XX век — в кадре и за кадром» на телеканале «Культура».
Лауреат премии Правительства РФ (2015) и дважды лауреат премии «Слон» гильдии киноведов и критиков Союза кинематографистов России.
Умер 2 декабря 2020 года в Москве.